# NGC 6372
NGC 6372 (również PGC 60330 lub UGC 10861) – galaktyka spiralna (Sc), znajdująca się w gwiazdozbiorze Herkulesa. Odkrył ją William Herschel 19 maja 1784 roku.